# Maigret und der Messerstecher
Maigret und der Messerstecher (französisch: Maigret et le tueur) ist ein Kriminalroman des belgischen Schriftstellers Georges Simenon. Er ist der 70. Roman einer Reihe von insgesamt 75 Romanen und 28 Erzählungen um den Kriminalkommissar Maigret. Der Roman entstand vom 15. bis 21. April 1969 in Epalinges und wurde vom 31. Juli bis 29. August des Jahres in 23 Folgen von der französischen Tageszeitung Le Figaro vorabveröffentlicht. Die Buchausgabe folgte im Oktober 1969 beim Pariser Verlag Presses de la Cité. Die erste deutsche Übersetzung Maigret und der Mörder von Hansjürgen Wille und Barbara Klau publizierte 1970 Kiepenheuer & Witsch im Sammelband mit Maigret und sein Jugendfreund sowie Maigret zögert. 1990 veröffentlichte der Diogenes Verlag eine Neuübersetzung von Josef Winiger unter dem Titel Maigret und der Messerstecher.
Ein Angriff mit sieben Messerstichen auf einen jungen Studenten zerstört den gemütlichen Abend, den Kommissar Maigret bei seinem Freund Dr. Pardon verleben wollte. Das Opfer ist ein Sohn aus reichem Hause, der dem ungewöhnlichen Hobby frönte, mit seinem Kassettenrecorder die Stimmen fremder Menschen aufzuzeichnen. Maigret fragt sich, ob unter den zahlreichen Aufnahmen des Toten auch die Stimme des Messerstechers zu hören ist.

## Inhalt

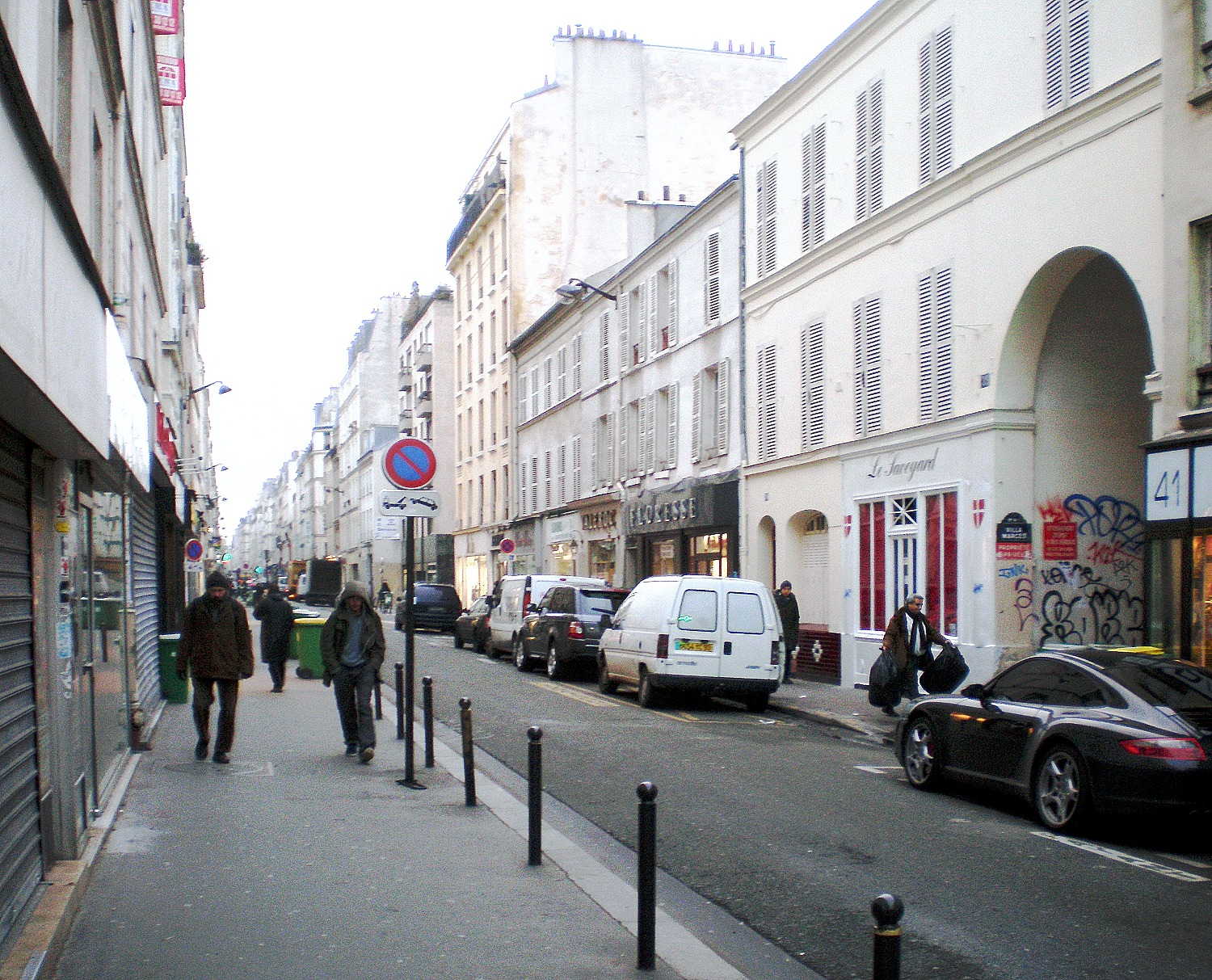
Rue Popincourt im 11. Arrondissement von Paris

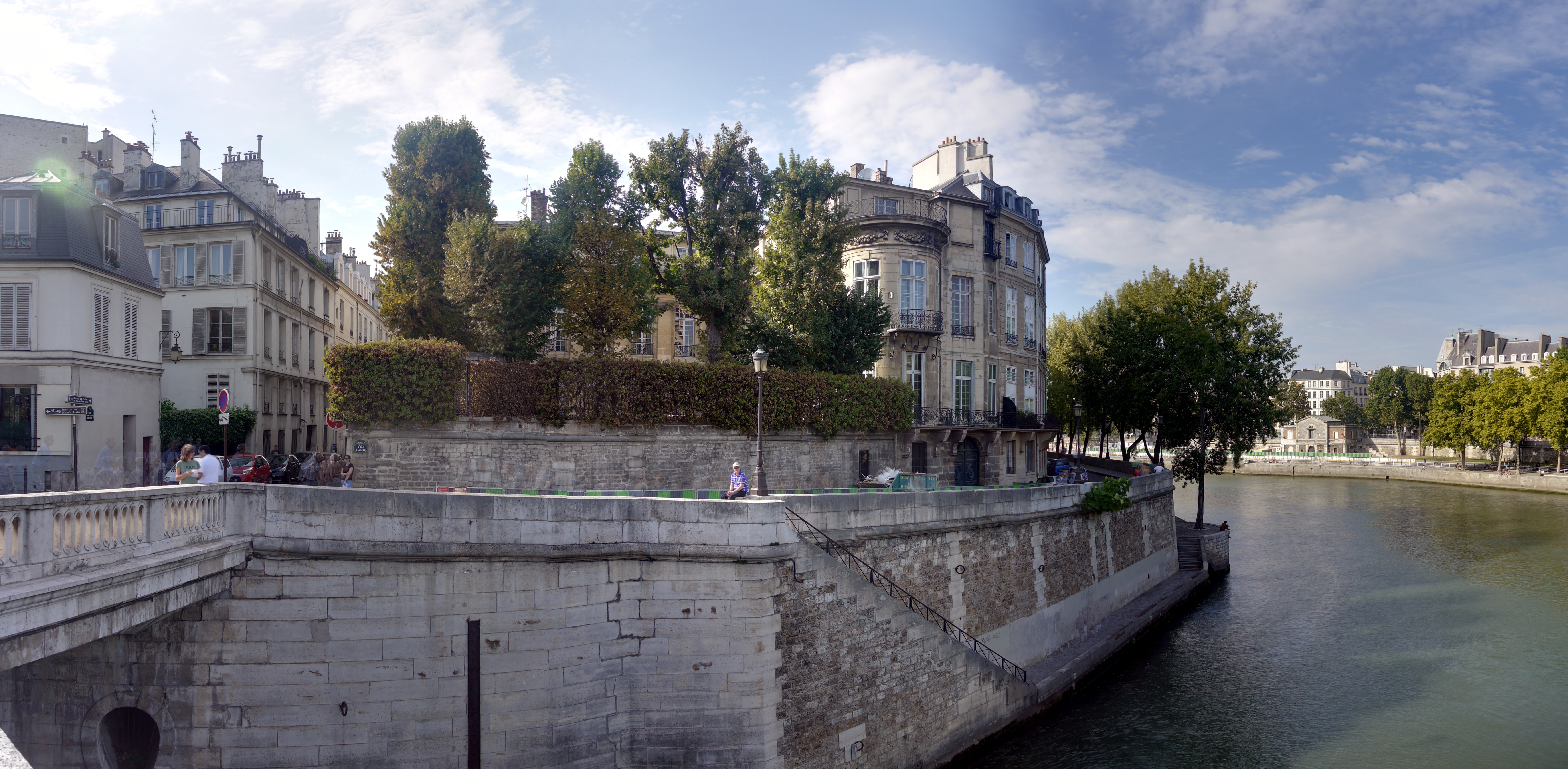
Quai d’Anjou auf der Île Saint-Louis

Es ist ein Märzabend, und seit Tagen gehen ununterbrochen eiskalte Regenschauer über Paris nieder. Maigret befindet sich zu Besuch bei seinem Freund Dr. Pardon am Boulevard Voltaire, als ein Nachbar den Arzt in die Rue Popincourt ruft, wo ein Mann durch sieben Messerstiche niedergestochen wurde. Noch während der Notaufnahme im Krankenhaus stirbt Antoine Batille, ein 21-jähriger Student und der Sohn von Gérard Batille, des Besitzers der bekannten Pariser Kosmetikmarke Mylène. Der zufällig anwesende Kommissar Maigret tritt den schweren Gang an den Quai d’Anjou auf der Île Saint-Louis an, wo er die Eltern vom Mord an ihrem Sohn informiert und ihren Zusammenbruch miterleben muss.
Antoine Batille war ein Einzelgänger, der nur von einer Leidenschaft besessen war: mit seinem Kassettenrecorder durch die Straßen von Paris zu ziehen und in den verschiedensten Lokalitäten Gespräche von Menschen aufzuzeichnen. Die Aufnahmen archivierte er akribisch in einer umfangreichen Sammlung, über die er in einem Notizheft mit dem Titel Meine Erfahrungen Buch führte. Auf seinem letzten Band befindet sich der Mitschnitt eines mysteriösen Gesprächs aus dem Café des Amis an der Porte de Versailles, in dem drei Männer einen kriminellen Coup zu planen scheinen. Details der Unterhaltung führen zu Ermittlungen, an deren Ende eine Bande von Kunsträubern ausgehoben wird. Doch Kommissar Maigret zeigt kein Interesse an den professionellen Verbrechern und überlässt sie gerne seinem Kollegen Grosjean von der Police nationale. Obwohl ein Zusammenhang zwischen dem belauschten Gespräch und dem anschließenden Mord an Batille naheliegt, vermag sich Maigret nicht vorzustellen, dass Berufsverbrecher siebenmal auf ihr Opfer einstechen, aber am Ende den belastenden Kassettenrecorder am Tatort zurücklassen.
Als die Zeitungen mit dem Bild eines der Kunsträuber und der Schlagzeile „Ist er der Mörder?“ aufmachen, lockt dies den wirklichen Täter aus der Reserve. Erst wendet er sich an die Presse und verwahrt sich gegen deren Falschdarstellungen. Dann ruft er Maigret persönlich an, und zwischen dem Kommissar und dem Mörder entspinnt sich sogleich ein Band des Vertrauens. Während der Anrufer noch zögert, sich zu stellen, verzichtet Maigret darauf, voreilig mit Fotos des Täters in die Öffentlichkeit zu gehen, die er auf der Beerdigung Batilles gewonnen hat, um seinen verstörten Anrufer nicht in den Suizid zu treiben. Stattdessen verlebt er ein harmonisches Wochenende mit seiner Frau in Meung-sur-Loire, das nur von schwachen Gewissensbissen getrübt wird, Maigret könne sich irren und der Mörder ein neues Opfer finden.
In der folgenden Woche wagt sich der Unbekannte aus seiner Deckung und sucht den Kommissar in dessen Wohnung am Boulevard Richard-Lenoir auf. Dort legt er bei Weißwein und Aufschnitt sein Geständnis ab. Er heißt Robert Bureau, ist ein kleiner Versicherungsangestellter von 30 Jahren und stammt aus Saint-Amand-Montrond, wo sein behütetes Leben früh aus den Fugen ging. Bereits mit 14 Jahren erstach der Junge einen Mitschüler, weil dieser seinen Jugendschwarm geküsst hatte. Das Verbrechen blieb ungesühnt, doch Bureau konnte sich in seinen Gedanken nie wieder von den Geschehnissen lösen. Mehrfach war er nahe daran, seine Tat zu gestehen oder einen weiteren Mord zu begehen, um sich dadurch Erleichterung zu verschaffen. An jenem Märzabend unter den heftigen Niederschlägen vermochte er sich nicht länger beherrschen und erstach Antoine Batille, der ein willkürliches Zufallsopfer war. Bei seinem Gespräch mit Kommissar Maigret erfährt Bureau zum ersten Mal jenes Verständnis, von dem er weiß, dass es ihm vor Gericht nicht zuteilwerden wird. Tatsächlich weiß man dort mit der gestörten Psyche des Täters nichts anzufangen und verurteilt ihn wie jeden gewöhnlichen Mörder zu 15 Jahren Zuchthaus.

## Interpretation
Der Roman Maigret und der Messerstecher zerfällt laut Murielle Wenger in zwei Teile: Im ersten Teil werden zu Beginn verschiedene Milieus von Paris vorgeführt: das der kleinen Leute, Handwerker und Ladenbesitzer, in dem der Kommissar heimisch ist, das der Oberschicht auf der Île Saint-Louis, zu der die Batilles zählen, und jenes der Cafés um die Place de la Bastille mit ihren zwielichtigen Gästen. Im Anschluss kommt es bei der Festnahme der Räuberbande zu Suspense und Action wie in einem amerikanischen harboiled-Krimi. Maigret selbst kann nicht umhin, die aufwendig inszenierte Polizeiaktion als „Kino“ zu verspotten. Ab dem 5. Kapitel ändert sich der Ton des Romans völlig. Er wird leiser und ernster; der Messerstecher rückt allmählich ins Zentrum der Handlung. Unterbrochen wird die allmähliche Annäherung an den Täter durch einen nahezu unbeschwerten Ausflug der Maigrets in ihr Wochenendhaus, der wirkt, als ob Maigret – wie auch der Autor Simenon – Schwung sammeln müsse für das abschließende Verhör des Mörders. Dessen tragisches Geständnis und die anschließende Sinnlosigkeit seiner Verurteilung hinterlassen im Leser einen bitteren Nachgeschmack.
Laut Lucille F. Becker fühlt Maigret intuitiv, dass die Räuberbande nicht verantwortlich für den Tod des Studenten sein kann. Indem er sie vor der Presse zu Mördern stilisiert, stellt der dem wahren Täter eine Falle, der auch sogleich protestierend interveniert. Kommissar Maigret versteht, dass es den Messerstecher danach drängt, gefasst zu werden, und als dieser nicht nur das Verbrechen, sondern seine ganze Lebensgeschichte beichtet, zeigt Maigret sein typisches Verständnis, das über Menschen nicht urteilt. Auch das Mitgefühl des Lesers wendet sich mehr und mehr vom Opfer ab und dem Täter zu. Durch die Figur des Kommissars hindurch stellt Simenon Fragen nach der Verantwortung des Täters für seine Tat, seiner Unzurechnungsfähigkeit und möglicher Behandlungsmöglichkeiten. Solche Fragestellungen, die heute in den Bereich der forensischen Psychiatrie verweisen, waren zur Entstehungszeit des Romans in den späten 1960er Jahren noch wenig verbreitet.
Murielle Wenger sieht Maigret und der Messerstecher ähnlich wie Maigret hat Skrupel, Maigret zögert und Maigret vor dem Schwurgericht weit mehr durch psychologische Fragen bestimmt als durch die kriminalistischen Ermittlungen eines klassischen Kriminalromans. Für Stanley G. Eskin spielt Maigret für den Mörder Bureau im Roman eine Mischung aus Psychiater und Beichtvater, ganz ähnlich wie für den gehörnten Planchon in Maigret und der Samstagsklient. Obwohl der Mörder Bureau sein Schicksal in die Hände Maigrets legt, des selbst ernannten „Ausbesserers von Schicksalen“, erfährt er am Ende keine Hilfe und Aussicht auf Heilung, sondern wird zu einer gewöhnlichen Gefängnisstrafe verurteilt. Dadurch zeigt Simenon für Wenger die Sinnlosigkeit der Justiz auf, die auf die fundamentale Frage nach der menschlichen Verantwortung keine Antwort zu geben vermöge. Maigret enthält sich jeden Kommentars zum Urteil. Doch seine Enttäuschung drückt sich im Abschlussbild in seinen hängenden Schultern aus, auf denen er eine schwere Last zu tragen scheint. Für Tilman Spreckelsen scheint der Kommissar jedenfalls „um den Gefassten beinahe mehr zu trauern als um den Erstochenen.“

## Rezeption
Laut der amerikanischen Monatszeitschrift The Critic ist Kommissar Maigret in Maigret und der Messerstecher im Wohlstand angekommen: Er besitzt ein Auto, das er sich allerdings scheut zu fahren, einen Fernseher, in dem er mit Vorliebe Filme mit Gary Cooper sieht, und ein Wochenendhäuschen auf dem Land. Die eigentliche Geschichte sei gegenüber den Einblicken in das Leben des Kommissars vollkommen uninteressant: „Maigret verfolgt einen psychisch gestörten Mörder, der vor allem deswegen aufgibt, weil er ihm am Telefon zuhört. Hat man einen Maigret gelesen, kennt man sie alle.“ Das bedeute jedoch nicht, dass man nicht trotzdem den nächsten Roman ungeduldig erwarte und darauf hoffe, dass Madame Maigret und ihr Mann bis dahin bei ihren Ausflügen zum Wochenendhaus keinen Unfall bauen.
Die Saturday Review beschrieb den Roman als „ein weiterer kleiner Triumph für Maigret und Simenon“. Das Salz in der Suppe sei dabei ein Mörder, für den der Leser Besorgnis aufbringe. Für Kirkus Reviews reduzierte sich der Fall hingegen auf „nahezu nichts“. Maigret müsse nur abwarten, während anonyme Briefe und Anrufe zu einem freiwilligen Geständnis führen. Es gebe im Roman wenig jenseits Maigrets betrübter und resignativer Einsicht in seine täglichen Pflichten.
Die Romanvorlage wurde zweimal im Rahmen von Fernsehserien um den Kommissar Maigret verfilmt. Beide Verfilmungen stammen aus dem Jahr 1978. Die Titelrollen spielten Jean Richard in Les Enquêtes du commissaire Maigret (Frankreich) und Kinya Aikawa (Japan). Im Jahr 2019 las Walter Kreye für den Audio Verlag ein Hörbuch ein.

## Ausgaben
- Georges Simenon: Maigret et le tueur. Presses de la Cité, Paris 1969 (Erstausgabe).
- Georges Simenon: Maigret und der Mörder. Maigret und sein Jugendfreund. Maigret zögert. Übersetzung: Hansjürgen Wille, Barbara Klau. Kiepenheuer & Witsch, Köln 1970.
- Georges Simenon: Maigret und der Mörder. Übersetzung: Hansjürgen Wille, Barbara Klau. Heyne, München 1971.
- Georges Simenon: Maigret und der Messerstecher. Übersetzung: Josef Winiger. Diogenes, Zürich 1990, ISBN 3-257-21805-2.
- Georges Simenon: Maigret und der Messerstecher. Sämtliche Maigret-Romane in 75 Bänden, Band 70. Übersetzung: Josef Winiger. Diogenes, Zürich 2009, ISBN 978-3-257-23870-9.
- Georges Simenon: Maigret und der Messerstecher. Übersetzung: Hansjürgen Wille, Barbara Klau, Cornelia Künne. Kampa, Zürich 2019, ISBN 978-3-311-13070-3.